# Lomaptera australis
Lomaptera australis är en skalbaggsart som beskrevs av Wallace 1867. Lomaptera australis ingår i släktet Lomaptera och familjen Cetoniidae. Inga underarter finns listade i Catalogue of Life.